# Wallichia caryotoides
Wallichia caryotoides är en enhjärtbladig växtart som beskrevs av William Roxburgh. Wallichia caryotoides ingår i släktet Wallichia och familjen Arecaceae. Inga underarter finns listade i Catalogue of Life.